# Oedematopoda butalistis
Oedematopoda butalistis is een vlinder uit de familie Stathmopodidae. De wetenschappelijke naam van de soort is voor het eerst geldig gepubliceerd in 1922 door Strand.